# Michelle Monaghan
Michelle Lynn Monaghan (Winthrop, Iowa, 23 de març de 1976) és una actriu estatunidenca.

## Biografia
Filla d'una administradora d'un centre infantil i d'un pare que treballava en una fàbrica i en una granja, Michelle tenia dos germans grans: Bob i John, tot i que la família solia acollir nens adoptats. Va graduar-se a l'East Buchanan High School el 1994. Després de graduar-se va traslladar-se a Chicago per estudiar periodisme al Columbia College de Chicago i treballà com a model. Va abandonar els estudis durant el darrer semestre per traslladar-se a Nova York per centrar-se en la seva carrera de model i actriu.

## Filmografia
| Any  | Pel·lícula                                       | Personatge              |
| ---- | ------------------------------------------------ | ----------------------- |
| 2014 | El millor de mi                                  | Amanda Collier-Reynolds |
| 2013 | Gus                                              | Andie                   |
| 2013 | Penthouse North                                  | Sara Frost              |
| 2012 | Tomorrow You're Gone                             | Florence Jane           |
| 2011 | Mission: Impossible – Ghost Protocol             | Julia Mead              |
| 2011 | Codi font                                        | Christina Warren        |
| 2011 | Machine Gun Preacher                             | Donnie                  |
| 2010 | Due Date                                         | Sarah                   |
| 2008 | Eagle Eye                                        | Rachel                  |
| 2008 | La boda de la meva nòvia                         | Hannah                  |
| 2007 | Adéu, nena, adéu                                 | Angie Gennaro           |
| 2007 | The Heartbreak Kid                               | Miranda                 |
| 2006 | Missió: Impossible III (Mission: Impossible III) | Julia                   |
| 2005 | En terra d'homes                                 | Sherry                  |
| 2005 | Mr. & Mrs. Smith                                 | Gwen                    |
| 2005 | Kiss Kiss, Bang Bang                             | Harmony                 |
| 2005 | Constantine                                      | Ellie                   |
| 2004 | The Bourne Supremacy                             | Kim                     |
| 2004 | Winter solstice                                  | Stacey                  |
| 2003 | It runs in the family                            | Peg Maloney             |
| 2002 | Unfaithful                                       | Lindsay                 |
| 2001 | Perfum                                           | Henriett                |